# Luigia Barin
Luigia Barin (Ceregnano, 1º giugno 1935 – Roma, 23 agosto 1985) è stata una politica italiana.

## Biografia
In seguito alla morte di Guido Gonella, gli subentra al Senato, restando in carica fino al 1983.
Muore a 50 anni nell'agosto del 1985.